# Enoploides uniformis
Enoploides uniformis is een rondwormensoort uit de familie van de Thoracostomopsidae.